# Steuersplitting II
| Fallbezeichnung:               | Vorlage eines Rechtsstreits durch den Bundesfinanzhof im Wege der konkreten Normenkontrolle |
| Geschäftszeichen / Fundstelle: | BVerfGE 18, 97                                                                              |

|  |

| keine |

Steuersplitting II ist die Entscheidung des Bundesverfassungsgerichts, die Teile des Einkommensteuergesetzes von 1951, 1953, 1955 und 1958 für nichtig erklärte. Sie führt die Rechtsprechung aus der Entscheidung Steuersplitting I fort:
- Das aus dem Jahre 1939 stammende Einkommensteuergesetz sah eine Zusammenveranlagung von Ehegatten vor dergestalt, dass zwei Steuerpflichtige zu einem Steuersubjekt zusammengefasst wurden. Erklärtes Ziel dieser Norm war eine Lenkung von verheirateten Frauen, keiner Erwerbstätigkeit nachzugehen. Dies erklärte das Gericht für verfassungswidrig.
- Der 1951 eingeführte Progressionstarif mit einem exponentiellen Prozentsteuersatz wurde für Eheleute außer Kraft gesetzt, weil es sie allein wegen des Verheiratetseins schlechter stelle als Nicht-Verheiratete. Mit dieser Entscheidung stellte das Gericht auch die Zusammenveranlagung mit Kindern außer Kraft.
- Als Reaktion brachte 1958 die Regierung Adenauer ein Einkommensteuergesetz ein, mit einem Splitting, welches zur Tradition im deutschen Steuerrecht wurde. Wegen des Rückwirkungsverbots konnte keine Regelung für die zurückliegenden Jahre erlassen werden.